# Магерламов, Олег Аламдарович
Олег Аламдарович Магерламов (азерб.  Oleq Ələmdar oğlu Məhərləmov , 1965 год, Краснодар — 26 октября 2002 Москва) — российский врач, который оказался среди заложников при теракте на Дубровке. Активно помогал другим заложникам, награжден медалью за храбрость. Погиб от воздействия газа при штурме Театрального центра спецслужбами.

## Жизнь и деятельность
Олег Магерламов потерял мать в раннем возрасте. Учился в школе № 4 города Тимашёвска в 1972—1982 годах. Окончил Кубанский медицинский институт, получил степень кандидата медицинских наук. Работал в отделе эндоскопической гинекологии городской больницы № 2 в Краснодаре.

### Семья
Дочь Дарья Магерламова родилась в 1989 году, сын родился в 1998 году.

## Смерть
26 октября 2002 года около 5 часов утра специальная операция российских спецслужб, использующих газ, привела к гибели всех 40 террористов, включая Мовсара Бараева, и смерти более 130 заложников. Среди зрителей был Олег Магерламов. Олег Магерламов пострадал от воздействия газа. После того, как террористы были убиты, тело Магерламова было перевезено в московскую больницу № 13. Жена — Инна Магерламова — опознала там тело своего мужа.

## Память
Указом Президента России Олег Магерламов был посмертно награждён орденом Мужества.
В память об Олеге Магерламове в школе № 4 города Тимашёвска, где он учился, установлена мемориальная доска.